# Verso de arte menor
Un verso de arte menor es, en poética castellana,  aquel cuya métrica tiene ocho sílabas o menos. Se dividen en: bisílabos, trisílabos, tetrasílabos, pentasílabos, hexasílabos, heptasílabos y octosílabos. Los versos de arte mayor son los de por lo menos nueve sílabas.
La justificación de la división métrica entre arte mayor y menor se hace por la extensión media del grupo fónico castellano, que parece ser de ocho sílabas. Hoy por hoy, se admite esta división por todos los estudios de la métrica, pero hasta el siglo XIX diversos autores propusieron otros límites.[cita requerida]
En la poesía se le conoce como arte mayor a aquellos versos que en sus estrofas tiene versos de nueve a doce sílabas, si pasa de ese número entonces pasarían a ser versos compuestos que por esto no quiere decir que estén fuera del arte mayor.